# مار منور

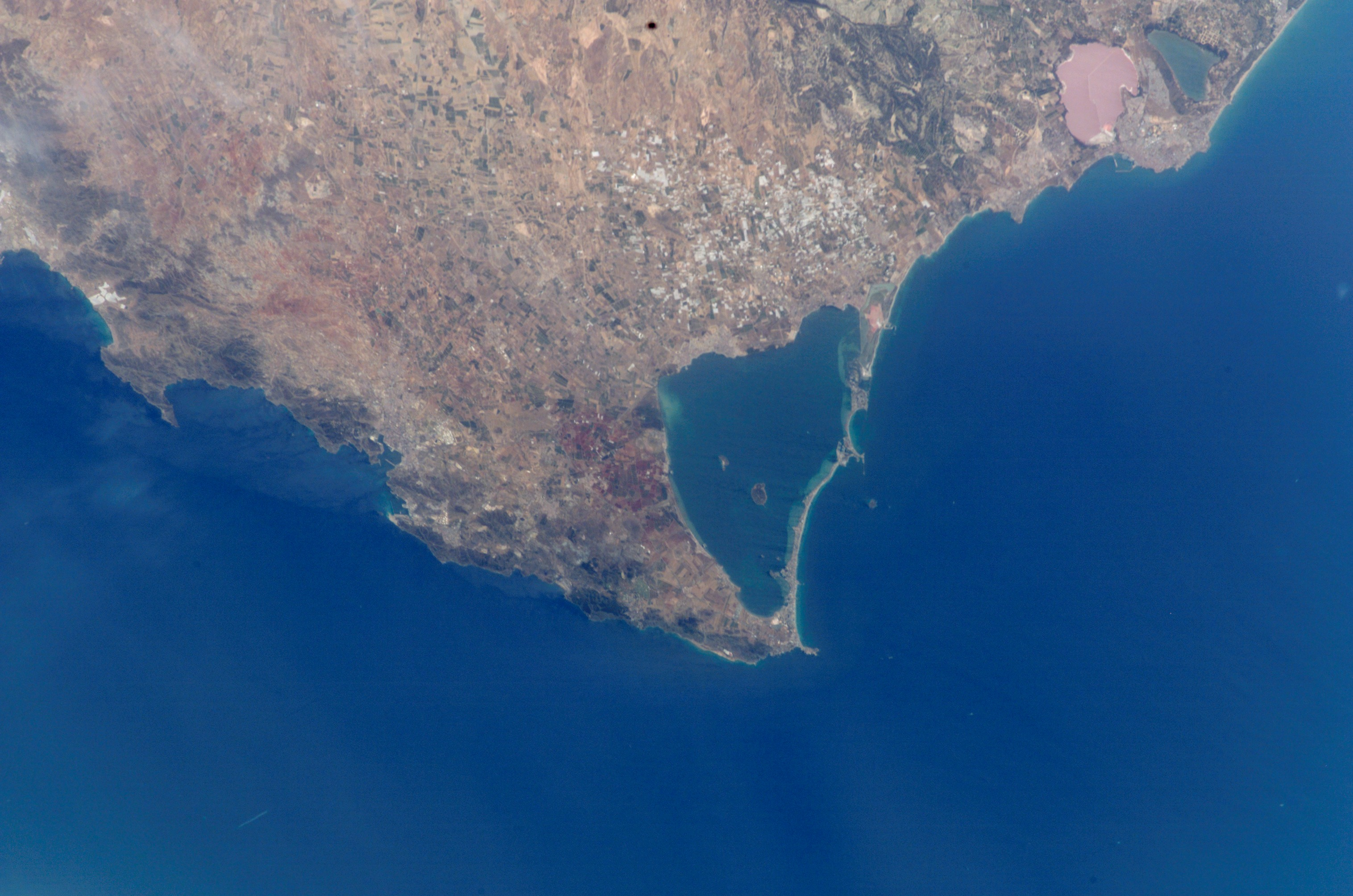
مار منور از فضا

مار منور (تلفظ در اسپانیایی: [ˌmaɾ meˈnoɾ]، «دریای کوچک/کوچکتر») یک تالاب ساحلی نمکی در شبه‌جزیره ایبری است که در جنوب شرقی جامعه خودمختار مورسیا، اسپانیا، نزدیک به کارتاخنا واقع شده است.